# Hermanos de sangre (álbum de Loquillo)
Hermanos de sangre es el decimocuarto álbum del cantante español Loquillo junto a la banda Trogloditas. Es un álbum doble y en directo, que salió al mercado en 2006.
En el disco, en el que se repasa gran parte de la trayectoria de Loquillo junto a Trogloditas, se recogen de forma prácticamente íntegra dos conciertos que el músico catalán ofreció en condiciones bien diferentes, ya que si bien el primero fue grabado en el salón de muestras Bilbao Exhibition Centre de Baracaldo (Vizcaya) ante más de 10 000 espectadores contando con colaboraciones de artistas como Fito Cabrales o Sabino Méndez, el segundo corresponde al que ofreció en el Club La Rulot de Barcelona ante unas 300 personas donde se puede apreciar la faceta más íntima y acústica de la banda.

## Lista de canciones

### Disco 1
1. Rock & Roll Actitud - 4:40
2. Pégate A Mi - 2:51
3. Por Amor - 4:02
4. Veteranos - 3:44
5. La Edad De Oro - 5:04
6. Arte Y Ensayo - 5:20
7. El Hijo De Nadie - 3:31
8. Feo, Fuerte Y Formal - 4:30
9. Cuando Fuimos Los Mejores - 5:10
10. Rock Suave - 4:15
11. Acariciar El Rock & Roll - 4:16
12. Las Chicas Del Roxy - 3:07
13. Todo El Mundo Ama A Isabel - 3:35
14. El ritmo del garage - 4:50
15. Territorios Libres - 4:30
16. Luché Contra La Ley - 2:57
17. Rock 'n' Roll Star - 5:14
18. Cadillac solitario - 6:02

### Disco 2
1. Brillar Y Brillar - 3:30
2. Salvador - 4:12
3. Por Amor - 4:02
4. El Hombre De Negro - 2:53
5. El rompeolas - 5:27
6. Antes de la Lluvia - 4:47
7. El Mánager - 3:00
8. Tatuados - 2:45
9. Canción Del Valor - 4:34
10. Johnny Et Sylvie - 5:01
11. Hermanos De Sangre - 5:16
12. Soltando Lastre - 4:33
13. Rock N'Roll Actitud - 4:44